# リブロポート
株式会社リブロポートは、東京都にかつて存在した出版社である。

## 概要
情報メディアの重要な構成要素である印刷文化の一翼を担い、人文科学・芸術・児童書分野で専門的特色を生かすために設立された出版社。またセゾングループの情報発信機能としての役割を果たした。書籍出版のほか、トレヴィル刊行書籍の発売、セゾングループ関連事業として展示会カタログの製作、「白いカレンダー」の発売、西友のKidd's STA-TIONのデザイン開発・版権管理等を行った。
2003年7月に日販傘下となった全国展開の書店チェーン「リブロ」と同系列であり、堤清二による肩入れが大きく、堤のもとでの西武百貨店・パルコなどのグループ全体の経営が傾いたことで、セゾンの出版事業は、セゾン美術館（1999年閉館）と併せ、1998年8月に停止された。

## 主な刊行書籍
リブロポートは美術・写真系関連の出版で顕著な業績を残し、他にも世界史などの人文科学系や社会科学系など複数のジャンルで全850点近くを出版。書籍は堅牢な造本、瀟洒な装幀で高い評価を得ていた。

### 児童書
1980年4月に『仔牛の春』を処女出版した。同書は翌年にボローニャ国際絵本原画展に入賞し、1989年にはアメリカのクロニクルブックスより英語版が刊行された。作者の五味太郎はその後リブロポートから絵本27冊等を出版し、最も関わりの深い著者となった。
1980年11月に英語版からの翻訳で出版された『どろぼう夫婦』の作者、児島なおみはその後日本では、事業停止するまでリブロポートからのみ絵本を上梓したが、1985年12月に出版された『クリスマス・ソング・ブック』は10万部を超えるベストセラーとなっている。

### 人文科学書
1982年10月に創刊の『歴史と社会』は発刊と同時にジャーナリズムの話題になり、多方面からの期待と支持を得た。また1985年10月発行された『クリフォード・ギアツの経済学』は1986年に発展途上国研究会奨励賞を受賞。1986年3月発行の『ラクダの文化誌』は同年サントリー学芸賞を受賞した。

### 芸術書
アメリカを代表する画家、アンドリュー・ワイエスの画集を1981年3月に刊行し、その後3冊の画集とビデオを出版。1990年にはセゾン美術館で「ワイエス展」が開催され、その図録も製作した。写真集ではハンス・ベルメール、イリナ・イオネスコ、ヘルムート・ニュートン、ブラッシャイなど、シュルレアリスム・20世紀絵画集では、アンディ・ウォーホル、エゴン・シーレ、ピエール・クロソフスキー、バルテュス、ピエール・モリニエなど、現代日本画集では野又穫、鈴木英人、丸尾末広、山本タカト、正子公也などがある。また海外映画・日本映画双方の映画関連書籍も多く出版された。

### その他
異色なものでは、堤清二が資料を提供し経済史学者由井常彦らに分析させた研究評伝『堤康次郎』（編著、1996年）がある。
セゾングループには、「トレヴィル」という美術書の出版部門（1985年 - 1998年）もあった。トレヴィルが刊行する画集など図版本や美術書は、リブロポートが販売した。トレヴィルの書籍には、古書価として高値で取引される美術書が複数あるほか、一部は中公文庫、ちくま学芸文庫、河出書房新社などで改訂再刊された。トレヴィルの出版事業は、エディシオン・トレヴィル（東京都渋谷区）が引き継いでいる。

## 主なシリーズ出版
- 『冒険の世界史』 - 一部はちくま学芸文庫・中公文庫で再刊
- 『ピナコテーカ・トレヴィル・シリーズ』 - モンス・デジデリオほか全10巻（揃いでの古書は高価）
- 『リブロの絵本』 - 18年間で120点余りを刊行
- 『シリーズ民間日本学者』 - （1986年 - 1995年）に、40数点を刊行
- 『社会科学の冒険』 - 24点を刊行
- 『Music today : biannual series for music & arts』- 季刊、現代音楽誌。no.17（1992年） - 『Music today quarterly = 今日の音楽』の後続誌。